# Quinta Avenida–Calle 59 (línea Broadway)
La 5ª Avenida-Calle 59  es una estación en la línea Broadway del Metro de Nueva York de la B del Brooklyn–Manhattan Transit Corporation. La estación se encuentra localizada en Midtown Manhattan, Manhattan entre la Calle 59 y la Quinta Avenida. La estación es servida en varios horarios por los trenes del Servicio ,  y .

## Enlaces externos

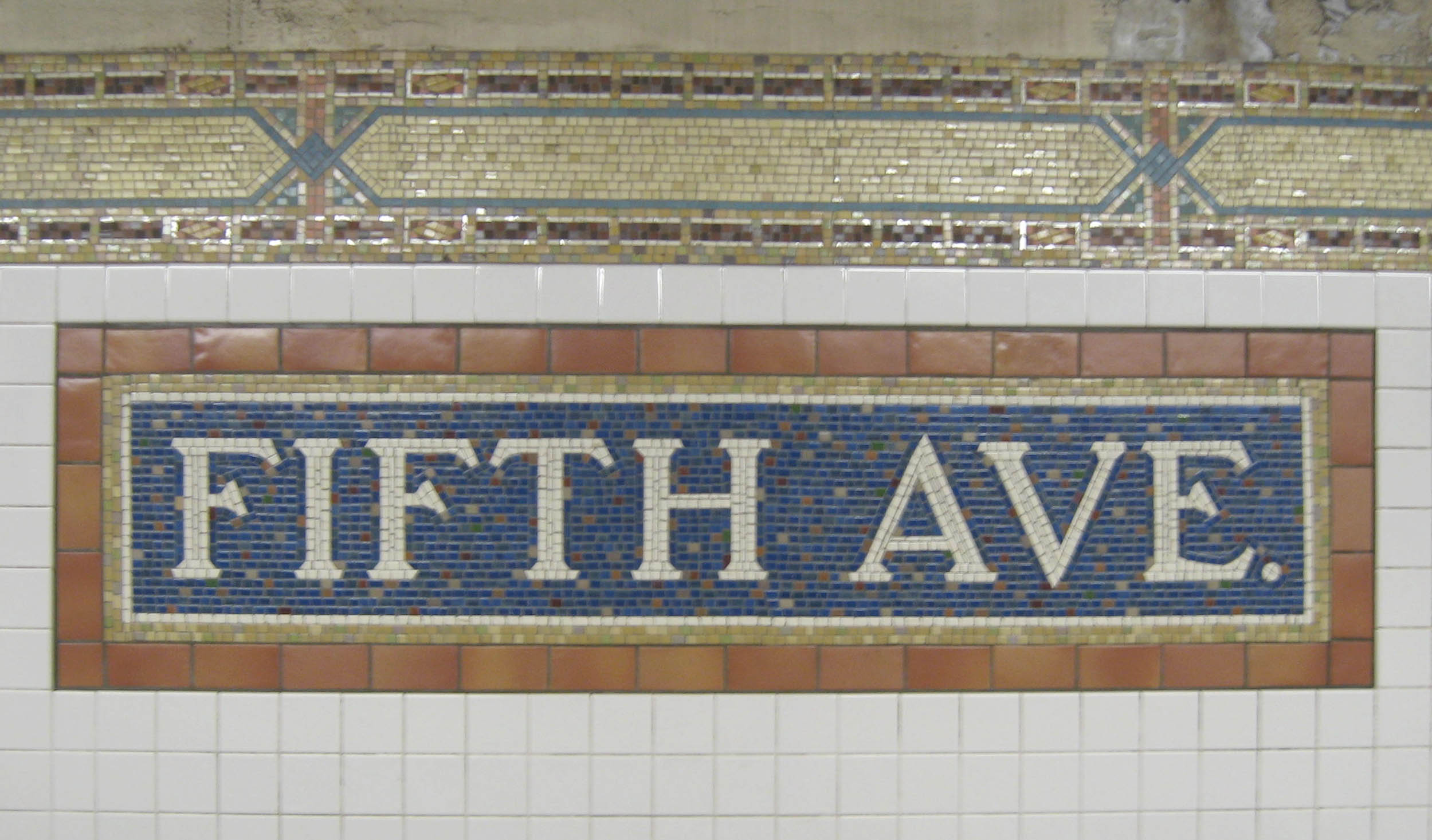
Mosaico identificador.